# Sandro Ruotolo
Alessandro Ruotolo, detto Sandro (Napoli, 9 luglio 1955), è un giornalista e politico italiano, dal 16 luglio 2024 europarlamentare per il  Partito Democratico.

## Biografia

### Carriera giornalistica
Ha iniziato l'attività giornalistica nel 1974, iniziando a lavorare per il quotidiano il manifesto.
Nel 1980 entra alla Rai, e sei anni dopo viene nominato inviato speciale per conto della sede della Campania. È corrispondente da Napoli per il TG2 e per il GR1. Nel 1991 lavora per il TG3, per tre stagioni televisive lavora a Mediaset con Michele Santoro, dal 1996 al 1999, per poi tornare in Rai dove viene prima assegnato a Rai 1 e poi a Rai 2. 
Ha un fratello gemello, Guido, giornalista de La Stampa. Una sua cugina, Silvia Ruotolo, è stata nel 1997 vittima innocente della Camorra.

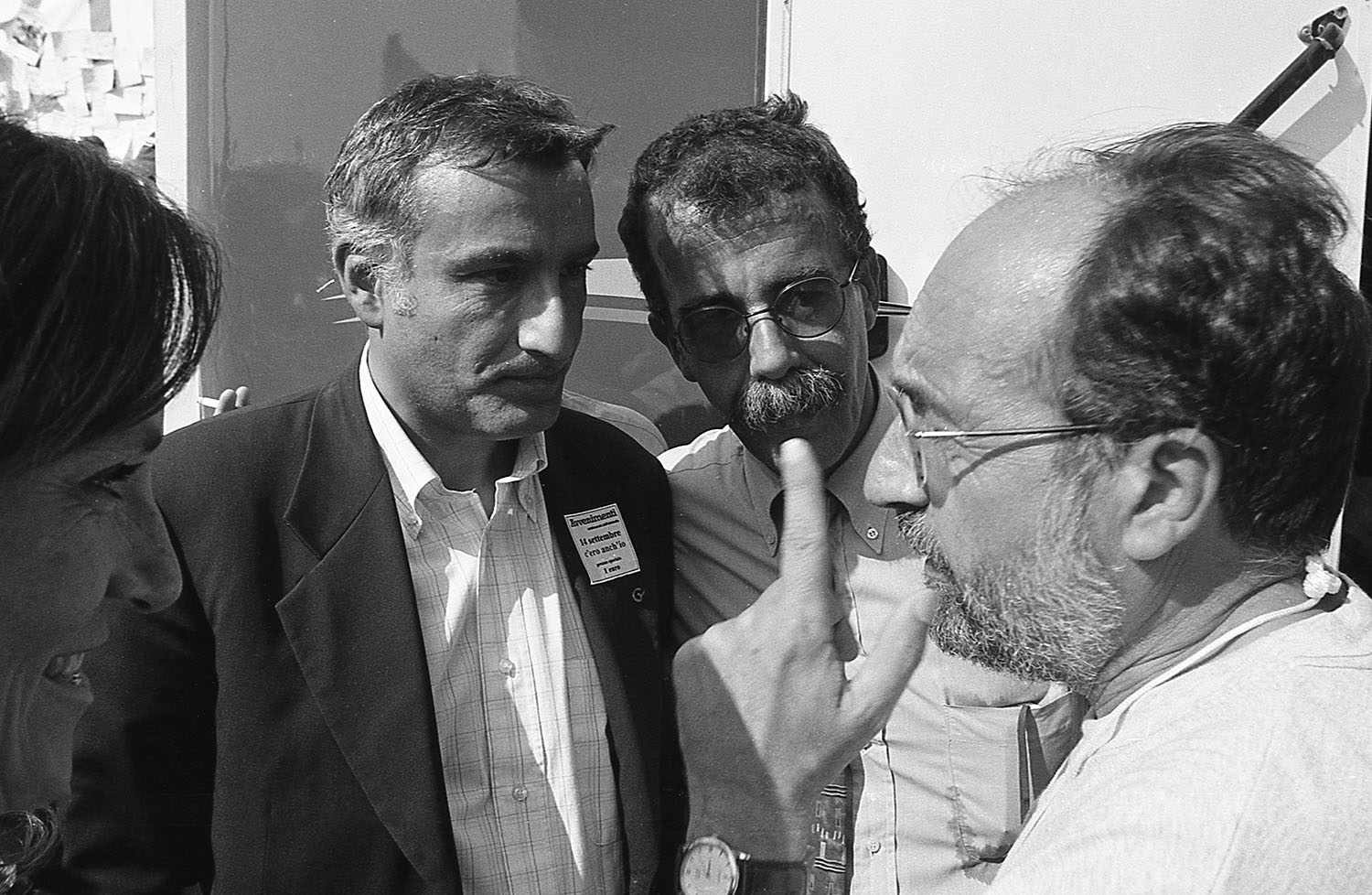
Ruotolo con Piero Marrazzo e Giuseppe Giulietti alla manifestazione per la libertà di stampa, piazza San Giovanni, Roma 14 settembre 2002

Nel 1988 inizia un'ininterrotta collaborazione con Michele Santoro. Diventa caporedattore e poi vicedirettore. Collabora a diversi programmi televisivi: Samarcanda, Il rosso e il nero, Tempo reale, Moby Dick, Moby's, Circus, Il raggio verde, Sciuscià, Annozero. Nell'ottobre del 2009, in corrispondenza di un'inchiesta sui rapporti tra mafia e Stato e dopo aver intervistato Massimo Ciancimino, riceve una lettera minatoria in cui viene minacciato di morte.
Il 31 ottobre 2011, alla scadenza del suo contratto con la Rai, segue Michele Santoro e partecipa al programma Servizio pubblico.
Nel corso della campagna elettorale, al termine di un dibattito televisivo dell'8 febbraio si rifiuta di stringere la mano al candidato di CasaPound Simone Di Stefano, dichiarandosi "orgogliosamente antifascista". L'11 febbraio seguente, sempre in campagna elettorale, alcuni militanti di CasaPound, durante un'iniziativa elettorale a Civita Castellana (Viterbo) fanno irruzione nella sala con un megafono e uno striscione con scritto "Ruotolo maleducato".
A maggio 2015 viene messo sotto scorta dopo aver ricevuto minacce da Michele Zagaria, boss dei Casalesi, a causa delle sue inchieste sul traffico di rifiuti tossici in Campania. Nei primi giorni di febbraio 2019 viene ventilata la possibilità che la scorta gli sia revocata. A seguito di numerose proteste, la decisione viene sospesa il 5 febbraio successivo.
Dal 2015 collabora con il sito di informazione alganews.it e, dal 2017, anche con Fanpage.it. Nel 2018 recita come attore, impersonando se stesso, nel film Ed è subito sera per la regia di Claudio Insegno, con Franco Nero, sulla vita di Dario Scherillo, vittima innocente di camorra..

### Attività politica
Alle elezioni regionali in Campania del 1980 è candidato come consigliere regionale per il Partito di Unità Proletaria per il Comunismo nei collegi di Caserta e Napoli, ottenendo rispettivamente 113 e 192 preferenze e risultando non eletto.
Nel 2013 aderisce a Rivoluzione Civile di Antonio Ingroia, con cui alle elezioni politiche si candida alla Camera dei deputati, tra le sue liste in sei circoscrizioni, e alle elezioni regionali nel Lazio dello stesso anno alla presidenza della Regione Lazio; tuttavia alla Camera, a causa del mancato superamento della soglia di sbarramento della lista, non viene eletto mentre nel Lazio, a seguito del risultato non confortante (2,18%), non viene eletto né presidente e neanche al consiglio regionale.

#### Senatore della Repubblica
Alle elezioni politiche suppletive del 2020 per il collegio uninominale Campania - 07 (Napoli-Arenella) al Senato della Repubblica, in sostituzione di Franco Ortolani (deceduto il 23 novembre 2019), annuncia la sua candidatura come indipendente sostenuto dalla lista di centro-sinistra "Napoli con Ruotolo" appoggiata da Partito Democratico, Articolo Uno, Sinistra Italiana, Democrazia e Autonomia e Italia Viva, risultando eletto senatore con il 48,45% dei voti e superando i candidati del centro-destra Salvatore Guangi (24,06%) e del Movimento 5 Stelle (M5S) Luigi Napolitano (22,47%); l'affluenza è pari al 9,5%. Nella XVIII legislatura della Repubblica è stato membro e segretario della 1ª Commissione Affari Costituzionali, oltreché componente della 2ª Commissione Giustizia e delle Commissioni parlamentari d'inchieste sulle condizioni di lavoro in Italia, sfruttamento e sicurezza nei luoghi di lavoro pubblici e privati e sui fatti accaduti presso la comunità "Il Forteto". Iscrittosi inizialmente al gruppo misto nella componente dei non iscritti, il 29 aprile 2021 aderisce a quella di Liberi e Uguali-Ecosolidali..
Alle elezioni politiche anticipate del 2022 viene candidato alla Camera dei deputati nel collegio uninominale Campania 1 - 07 (Torre del Greco), sostenuto dalla coalizione di centro-sinistra, raccogliendo il 21,79% dei voti e venendo sconfitto dal candidato del M5S Gaetano Amato (34,26%) e superato da quella del centro-destra, in quota forzista, Annarita Patriarca (33,99%). Durante la campagna elettorale Ruotolo ha denunciando di esser stato minacciato di morte sui social.

#### Adesione al PD ed elezione al Parlamento europeo
Alle elezioni primarie del Partito Democratico del 2023 sostiene la mozione di Elly Schlein, deputata ed ex vicepresidente della Regione Emilia-Romagna, di cui è stato portavoce in Campania, che risulterà vincente con il 53,75% dei voti. Il successivo 9 marzo annuncia di essersi iscritto al Partito Democratico (PD), venendo nominato ad aprile responsabile con delega alla informazione, cultura e memoria nella segreteria nazionale guidata da Schlein.
Alle elezioni europee del 2024 viene candidato al Parlamento europeo, tra le liste del PD nella circoscrizione Italia meridionale, risultando eletta europarlamentare con 113.732 preferenze. Nella X legislatura fa parte della Commissione per la cultura e l'istruzione, della Commissione per le petizioni e della Delegazione all'Assemblea parlamentare euro-latinoamericana, oltreché membro della Commissione per le libertà civili, la giustizia e gli affari interni e Delegazione alla commissione parlamentare mista UE-Messico.
Alle elezioni comunali in Campania del 2024 si candida al consiglio comunale di Castellammare di Stabia (Napoli), comune sciolto per infiltrazioni camorristiche, come capolista del PD a sostegno del candidato sindaco del centro-sinistra e Movimento 5 Stelle Luigi Vicinanza, risultando eletto consigliere comunale.

## Filmografia

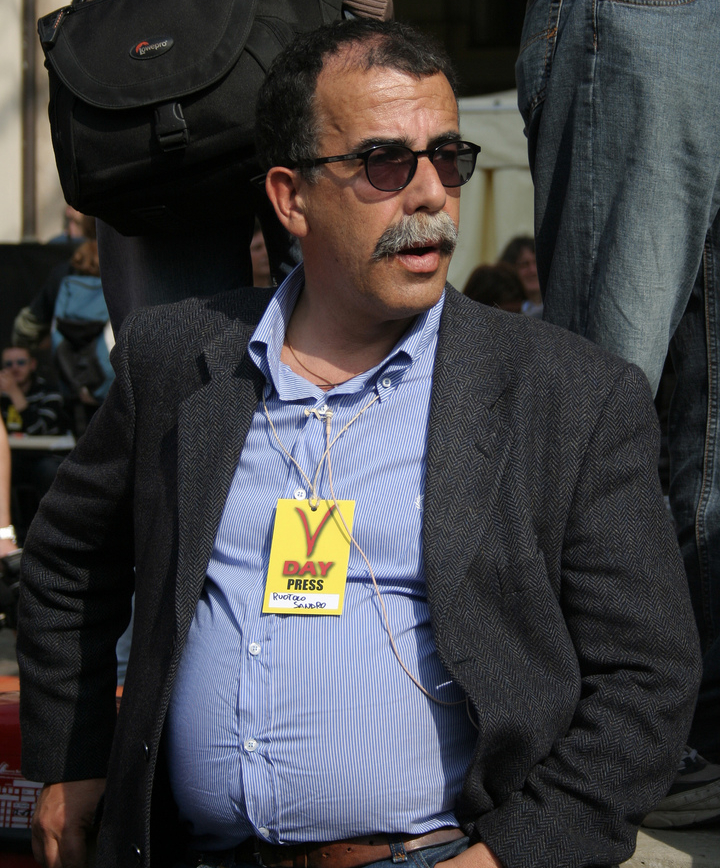
Sandro Ruotolo al V-Day nel 2007.

### Cinema
- Ed è subito sera, regia di Claudio Insegno (2019) - nel ruolo di sé stesso

## Premi e riconoscimenti
Gli sono stati assegnati i premi giornalistici:
- Premio Marcello Torre contro la camorra, nel 1986
- Premio Saint Vincent, nel 1998 per Moby's
- Premio Giuseppe Valarioti,11 settembre 1998
- Premio Paolo Borsellino, nel 2006
- Premio Mimmo Beneventano[27] nel 2009
- Premio Internazionale Giornalistico "Marzani" 2009
- Premio Renato Benedetto Fabrizi, nel 2010
- Premio Giornalistico "Orchidea d'Argento" - Sassano, 2014[28][29]
- Premio Internazionale Joe Petrosino 2015[30]